# Betriebszellen der Uhrig-Römer-Gruppe
Die kommunistische Uhrig-Römer-Gruppe hatte Betriebszellen in vielen Betrieben in Berlin und Brandenburg sowie in München.
Luise Kraushaar erstellte auf den Seiten 146 bis 151 ihres Buches eine Liste von 89 Firmen in Berlin und Brandenburg, bei denen es im Jahr 1941 eine kommunistische Betriebszelle gab. Sie schrieb, dass es bei 22 Unternehmen Verhaftungen gab. Also gab es rechnerisch 67 Betriebe, bei denen es keine Verhaftungen gab. Es stellt sich aber die Frage warum es bei der Nachfolge-Gruppe von Anton Saefkow und Franz Jacob nur eine "handvolle" Anzahl an Betriebszellen gab, die deren Kampf bis 1944 unterstützt haben.
In der Liste von Luise Kraushaar finden sich auch Betriebszellen, die ganz offensichtlich nicht zur Uhrig-Römer-Gruppe gehörten, sondern eigene Widerstandsgruppen bildeten. Beispiele hierfür sind die Betriebszellen der Elektromotorenwerke der Siemens-Schuckert AG  und der Berliner Maschinenbau AG in Wildau. Herbert Baum war Leiter der jüdisch-kommunistischen Herbert-Baum-Gruppe, Arthur Ladwig und Otto Lemm gehörten zum Kampfbund um Erich Prenzlau. Auch der Instrukteur Herbert Grasse gehörte eigentlich zur Widerstandsgruppe "Rote Kapelle". Natürlich gab es auch Überschneidungen bzw. die Übergänge waren fließend und schwer abzugrenzen.
| Betrieb/Firma                                                              | Ort                                       | Stadtteil/Straße             | Mitglieder |
| -------------------------------------------------------------------------- | ----------------------------------------- | ---------------------------- | --- |
| AEG Verwaltung                                                             | Berlin                                    | Friedrich-Karl-Ufer          | Erich Kurz (Leiter) |
| AEG Apparatefabrik                                                         | Berlin                                    | (Treptow)                    | Werner Seelenbinder, Karl Kunger (Leiter), Anthony Jobs |
| AEG Werk                                                                   | Hennigsdorf                               |                              | Otto Engel (wahrscheinlich Gruppe Mannhart) |
| AEG Fabriken (Brunnenstraße)                                               | Berlin                                    | Brunnenstraße                | Herbert Grasse (Instrukteur) |
| AEG Kabelwerk Oberspree                                                    | Berlin                                    | Oberschöneweide              | Fritz Plön (Leiter) |
| AEG-Turbinenfabrik                                                         | Berlin                                    | (Tempelhof)                  | Walter Siemund (Leiter), Richard Reinicke, Kurt Riemer |
| AEG Typograph                                                              |                                           |                              | |
| Erwin Auert                                                                | Berlin                                    | (Weißensee)                  | Gustav Widrina, Fritz Siedentopf (Leiter) |
| Alkett Panzerbau                                                           | Berlin                                    | (Borsigwalde)                | Kurt Ehemann (Instrukteur) |
| Ambi-Budd Maschinenbau AG                                                  | Berlin                                    | (Johannistal)                | Artur Liebenau (Leiter), Karl Stahlberg, Fritz Lahn |
| Argus Motoren GmbH                                                         | Berlin                                    | (Wilhelmsruh)(Reinickendorf) | Erwin Reisler (Leiter ab 1942), Max König (Leiter) |
| Askaniawerke                                                               | Berlin                                    | (Mariendorf)                 | Clemens Seifert, Kurt Ritter (Instrukteur), Paul Hirsch |
| Askaniawerke                                                               | Berlin                                    | (Weißensee)                  | Karl Lade (Leiter) |
| Bahnpostamt Berlin O 17                                                    |                                           |                              | Paul Ehlert (Leiter) |
| Bemag-Meguin                                                               | Berlin                                    | (Moabit)                     | Fritz Siedentopf (Instrukteur) |
| Berliner Kraft- und Licht AG (Bewag)                                       |                                           |                              | Herbert Grasse (Instrukteur) |
| Berliner Maschinenbau AG (ehemals L. Schwartzkopff)                        | Berlin                                    | Chausseestraße               | |
| Berliner Maschinenbau AG (ehemals L. Schwartzkopff)                        | Wildau                                    |                              | Otto Lemm (Leiter) (Kampfbund um Erich Prenzlau?) |
| Berliner Stahlbau AG                                                       | Berlin                                    | (Lichtenberg)                | |
| Firma BMW Flugmotorenwerke                                                 | Berlin                                    | (Spandau)                    | Leo Tomschik (auch Leopold Tomschik) |
| Bergmann Elektrizitätswerke AG                                             | Berlin                                    | (Wilhelmsruh)                | |
| Beton- und Monierbau AG                                                    | Berlin                                    | (Friedenau)                  | Fritz Fomferra (Leiter) |
| Büssing NAG                                                                | Berlin                                    | (Oberschöneweide)            | Bruno Greiser (Leiter), Martin Weise (Instrukteur), Rudi Emmerich, Kurt Deimel |
| Firma Budicke & Co.                                                        |                                           |                              | Gustav Schreiber (Leiter) |
| Daimler-Benz                                                               | Berlin                                    | (Marienfelde)                | Paul Klimmek (Leiter) |
| Daimler-Benz                                                               | Ludwigsfelde / Genshagen                  |                              | Arthur Ladwig (Leiter) |
| Firma Deckel                                                               |                                           |                              | Otto Trögl |
| Deutsche Industriewerke AG                                                 | Berlin                                    | (Spandau)                    | |
| Deutsche Messingwerke Carl Eveking AG                                      | Berlin                                    | (Niederschöneweide)          | Georg Liebler (Leiter), Alwin Schauer, Georges Durante |
| Deutsche Reichsbank                                                        | Berlin                                    |                              | Reinhold Becker (Leiter) |
| Deutsche Waffen- und Munitionsfabriken (DWM)                               | Berlin                                    | (Borsigwalde) und (Wittenau) | Rudolf Grieb, Walter Budeus, Otto Klippenstein, Johann Janzen, Walter Strohmann, Otto Bill, Fritz Braun, Max Drescher |
| Deutsche Werke                                                             | Berlin                                    | (Reinickendorf)              | Herbert Grasse (Instrukteur) |
| Deutscher Verlag                                                           | Berlin                                    | (Tempelhof)                  | Wilhelm Selke (Leiter) |
| Deutsche Zentraldruckerei AG                                               |                                           | Dessauer Straße              | |
| Dornier Flugzeugwerke                                                      | Oberpfaffendorf (?), Oberpfaffenhofen (?) |                              | Richard Plötz |
| Dürener Metallwerke AG                                                     | Berlin                                    | (Borsigwalde)                | Erich Wichmann, Arthur Sodtke (Leiter) |
| Eternit (Deutsche Asbestzement AG) AG                                      | Berlin                                    | (Rudow)                      | Eugen Neutert (Leiter, auch Neutert-Hauswald-Gruppe) |
| W. Feiler Feinmechanik GMBH                                                |                                           | Große Frankfurter Straße     | Josef Pazderski (Leiter) |
| Firma Alfred Fisch (Damenkleiderfabrik)                                    | Berlin                                    | Leipziger Straße             | Max Pohle, Georg Klinner, Wilhelm Böse (Leiter) |
| Fromms-Act, Gummiwerke GmbH                                                | Berlin                                    | (Köpenick)                   | Alfred Simon (Instrukteur) |
| Firma R. Fueß                                                              | Berlin                                    | (Steglitz)                   | Horst Behrendt, Henri David, Fritz Starke (Leiter) |
| Gaubschat Fahrzeugwerke GmbH                                               | Berlin                                    | (Neukölln)                   | Erich Lodemann (Instrukteur), Otto Kubik, Alex Kock |
| Firma Getafo                                                               | Berlin                                    | (Tempelhof)                  | Reinhold Sasse (Leiter) |
| Technische Fabrik Dr. Klaus Gettwart                                       |                                           | Köpenicker Straße            | Erna Schaefter, Erwin Pawlowsky, Robert Uhrig, Hermann Braun |
| Firma Grau                                                                 | Berlin                                    | (Friedrichshagen)            | Harry Wartmann (Leiter) |
| Großgarage Babelsberger Straße                                             |                                           |                              | Herbert Grasse (Instrukteur) |
| Rudolf A. Hartmann AG                                                      | Berlin                                    | (Rudow)                      | |
| Carl Hasse & Wrede GmbH (Marzahn)                                          | Berlin                                    | (Marzahn)                    | Willy Schumacher (Leiter) |
| Carl Hasse & Wrede GmbH (Wedding)                                          | Berlin                                    | (Wedding)                    | Willy Schumacher (Leiter) |
| Ernst Heinkel-Flugzeugwerke GmbH Oranienburg                               | Oranienburg                               |                              | Hermann David (Leiter) |
| Herrenkleider-Fabrik "Beha" GmbH (Werkstätte Roßstraße)                    |                                           | Roßstraße                    | |
| Isarwerk München                                                           | München                                   |                              | Georg Rahm, Jakob Blendl, Simon Hutzler |
| Jacobi & Nickel Schweißereibetrieb                                         | Berlin                                    | (Lichtenberg)                | Herbert Jacobi (Leiter) |
| Kabelwerk der Deutschen Telefonwerke und Kabelindustrie AG                 | Berlin                                    | (Niederschöneweide)          | Fritz Klee (Leiter) |
| Kärger Werkzeugmaschinenfabrik                                             | Berlin                                    | Krautstraße                  | Erwin Hübenthal (Leiter) |
| Firma Kiese                                                                |                                           |                              | Kurt Riemer |
| Firma Xaver Kirchhoff                                                      | Berlin                                    | (Friedenau)                  | Walter Eichberg (Leiter) |
| Knorr Bremse AG                                                            | Berlin                                    | (Lichtenberg)                | Kurt Ritter, Fritz Siedentopf (Instrukteur) |
| Lindes Eismaschinen                                                        | München                                   |                              | Alfons Gaar |
| Firma Herbert Lindner                                                      | Berlin                                    | (Wittenau)                   | Hermann Tops (Leiter), Franz Eistelt, Wahrscheinlich auch: Georg Konietzky, Emil Bareleit, Fritz Stretefeld Willy Richter (Rote Kämpfer) |
| Firma Max A. Lindner                                                       | Berlin                                    | (Kreuzberg)                  | Paul Wolff (Leiter) |
| C. Lorenz AG                                                               | Berlin                                    | (Tempelhof)                  | Fritz Siedentopf, Paul Wengels (Leiter), Josef Naas |
| Ludwig Loewe                                                               | Berlin                                    | (Moabit)                     | Friedrich Klemstein (Leiter) |
| Firma Eduard Linnhof                                                       | Berlin                                    | (Tempelhof)                  | |
| Mauser                                                                     |                                           |                              | |
| Metallwarenfabrik Treptow                                                  | Berlin                                    | (Treptow)                    | |
| Hermann Meyer & Co. AG                                                     |                                           |                              | VN:? Kummrasch (Leiter) |
| National-Krupp-Registrierkassen-GmbH                                       | Berlin                                    | (Neukölln)                   | Herbert Grasse (Instrukteur) |
| Nileswerke                                                                 | Berlin                                    | (Weißensee)                  | |
| Firma Nordland                                                             | Berlin                                    | (Schöneberg)                 | Carl Uelze (Leiter), Klaus Überbrück, Erich Breitbach, Fritz Lollo, Joseph Mellin, Martin Weise, Junger |
| Osram                                                                      | Berlin                                    | (Moabit)                     | Robert Uhrig, Wilhelm Rietze (Instrukteur), |
| Albert Patin, Werkstätten für Fernsteuerungstechnik W 35                   | Berlin                                    |                              | Walter Münster (Instrukteur) |
| Bootswerft Friedrich Pirsch                                                | Berlin                                    | (Oberschöneweide)            | Karl Frank |
| Apparatebau Erich Poscharsky                                               | Berlin                                    | (Kreuzberg)                  | Johann Pierschke (Leiter), Karl Hübener |
| Primus Traktoren                                                           | Berlin                                    | (Lichtenberg)                | Herbert Jacobi (Instrukteur) |
| Prometheus                                                                 | Berlin                                    | (Reinickendorf)              | Willy Andrek |
| Raboma Maschinenfabrik                                                     | Berlin                                    | (Borsigwalde)                | Benno Düwel (Instrukteur) |
| Reichsbahnausbesserungswerk München-Freimann                               | München                                   | (Freimann)                   | Alfons Bichlmeier |
| Rheinmetall-Borsig AG                                                      | Berlin                                    | (Tegel)                      | Fritz Lüben (Leiter), Albert Brust, Otto Dressler, Otto Haase, Erich Mammach (wahrscheinlich Gruppe Mannhart), Edouard Tremblay (2 Gruppen) |
| Carl Schoening GmbH (Eisengießerei)                                        | Berlin                                    | (Reinickendorf)              | Bruno Lensch (Leiter), Andre Bontemps |
| Schultheiß-Brauerei AG                                                     | Berlin                                    | Schönhauser Allee            | Julius Wald (Leiter) |
| Schulze, Schneider & Dorf GmbH                                             | Schönow                                   |                              | Hans Mielke (Leiter) |
| Shell-Oil                                                                  |                                           |                              | Herbert Grasse (Instrukteur) (Rote Kapelle?) |
| Steffens & Nölle AG (Tempelhof)                                            | Berlin                                    | (Tempelhof)                  | Eugen Reichhardt |
| Firma Siemens-Apparate- und Maschinenbau GmbH                              | Berlin                                    | (Marienfelde)                | Georg Fleischer |
| Siemens-Schaltwerke                                                        | Berlin                                    | (Spandau)                    | Paul Timm (oder Tim) |
| Siemens & Halske AG Wernerwerk F                                           |                                           |                              | Gustav Kensy (Instrukteur) |
| Siemens-Plania AG für Kohlefabrikate (später:VEB Elektrokohle Lichtenberg) | Berlin                                    | (Lichtenberg)                | Fritz Goll (Leiter) |
| Sum-Vergaser-Gesellschaft Carl Wirsum & Co. mbH                            |                                           | Wiesenstraße                 | Emil Wölk (Leiter) |
| Elektromotorenwerke der Siemens-Schuckert AG                               | Berlin                                    | (Spandau)                    | Herbert Baum (Leiter), Ilse Haak (alle eigentlich Herbert-Baum-Gruppe) |
| Telefunken                                                                 | Berlin                                    | (Zehlendorf)                 | Alfons Kauffeld |
| Telefunken-Gesellschaft für drahtlose Telegraphie                          | Berlin                                    | (Schöneberg)                 | |
| Alfred Teves Maschinen- und Armaturenfabrik GmbH                           | Berlin                                    | (Wittenau)                   | Kommunistische Gruppe: Otto Klubach (Leiter), Walter Kleist, Eva Tenner, Walter Pahl, Peter Strotzyk, Karl Venus, Willi Jahn, Trude Jahn, Paul Wagenknecht, Herbert Grundke, Fritz Krause, Kurt Betz Die Sozialdemokratische Gruppe wurde erst 1944 richtig aktiv. |
| Thiedig                                                                    |                                           | Alexandrinenstraße           | Kurt Riemer (Leiter) |
| Veltliner Maschinenfabrik GmbH                                             |                                           |                              | Alfred Krapf (Leiter) |
| C.J. Vogel Draht- und Kabelwerke AG                                        | Berlin                                    | (Köpenick)                   | |
| Wasserwerk Landsberger Chaussee                                            |                                           |                              | Paul Wolff (Instrukteur) |
| Wittenauer Maschinenfabrik GmbH                                            | Berlin                                    | (Borsigwalde)                | Alfred Simon (Instrukteur) |
| Wurstfabrik J. Winter                                                      | Berlin                                    | (Weißensee)                  | Hans Lehmann (Leiter) |
| Zahnradfabrik Friedrichshafen                                              | Berlin                                    | (Wittenau)                   | Otto Schmirgal (Leiter) |
| Zeiss-Ikon AG Goerz-Werk                                                   | Berlin                                    | (Zehlendorf)                 | Erich Sauer (Leiter) |